# Mikael Wiehe & Julio Numhauser
Mikael Wiehe & Julio Numhauser är ett album från 1991 med Mikael Wiehe & Julio Numhauser.

## Låtlista
1. Barkbåten (Text & musik: J. Numhauser)
2. El barco de papel (Sv. text: M. Wiehe)
3. El Equilibrista (Text & musik: M. Wiehe)
4. Lindansaren (Spansk text: J. Numhauser)
5. Rosa, Rosa (Text & musik: J. Numhauser, Rosa de los vientos. Sv. text: M. Wiehe)
6. Todos esos sueños (Text & musik: M. Wiehe)
7. Alla dessa minnen (Spansk text: J. Numhauser)